# Cortinghuis

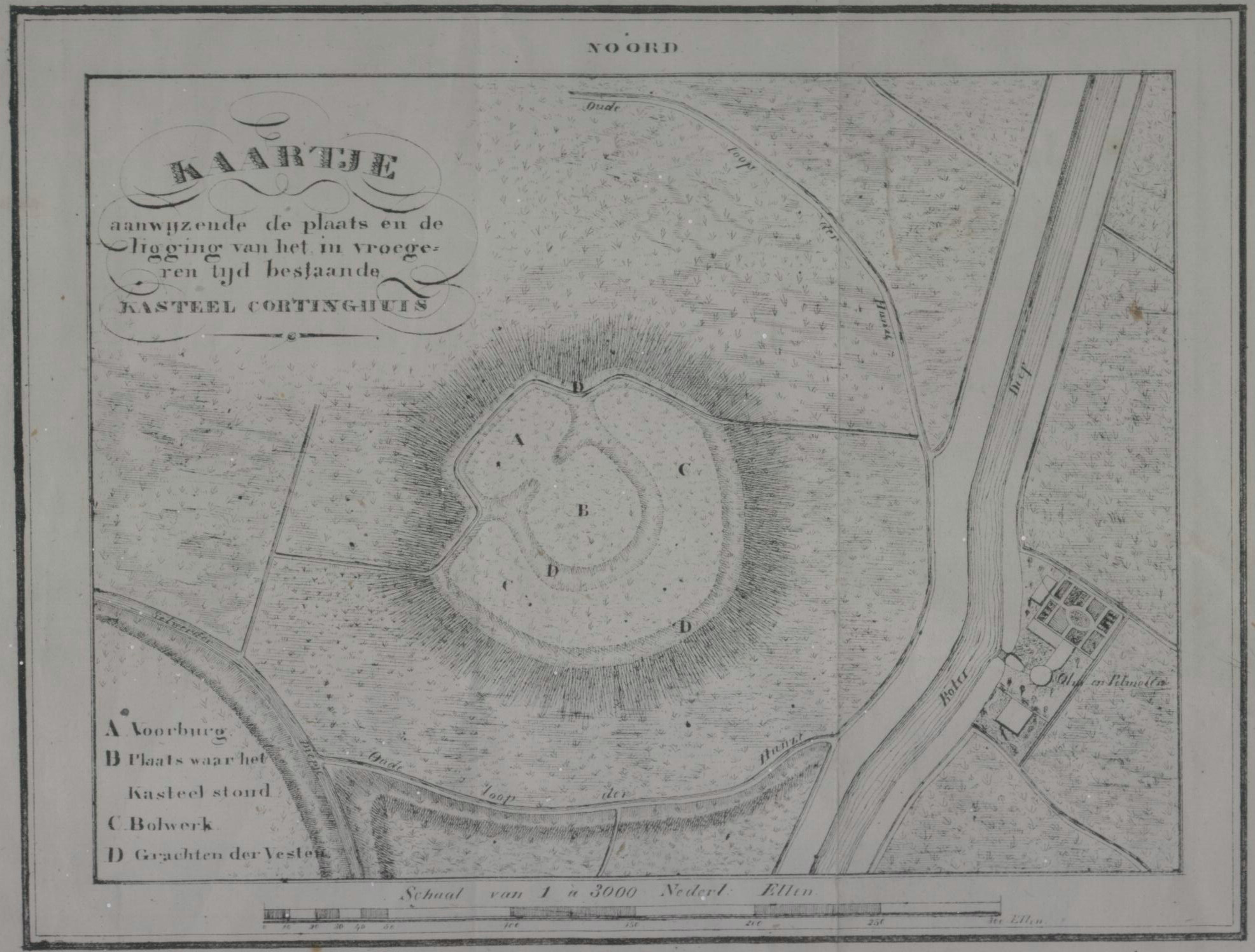
Kaart van de plaats en ligging van het voormalige kasteel.

Het Corting(h)huis was een steenhuis (woon- of zaaltoren) net buiten de stad Groningen. Het kasteel lag in een meanderende lus van het voormalige Selwerderdiepje (een deel van de vroegere benedenloop van de rivier de Hunze). Een lokaal toponiem voor de plek is vermoedelijk Borgman(s)ham, verwijzend naar de ham (door water omsloten stuk land) waarop het stond. Deze naam werd namelijk gegeven aan een plek ten noorden van het steenhuis, maar moet gezien de topografische situatie oorspronkelijk voor deze plek zijn bedoeld. Het gebouw was omringd door meerdere grachten en controleerde twee uitvalswegen naar het noorden.
Het steenhuis zou afgaande op het kapjaar van het hout van een waterput uit 1239 (± 4 jaar) dateren. Er is ook proto-steengoed uit de tweede helft van de 13e eeuw gevonden, wat dit ondersteunt. De oorspronkelijke bouwer is onbekend, maar gezien het lokale toponiem Borgmanham zou het kunnen gaan om een borgman van de prefect van Groningen. Mogelijk het geslacht Cortingen, waarvan leden in de tweede helft van de 13e eeuw onderdeel waren van het stadsbestuur. Het lag oorspronkelijk net buiten de stadsprefectuur of stadsvrijheid, in het landschap Hunsingo, binnen het kerspel Zuidwolde. Pas later werd het met bijbehorende gronden bij het gerecht Selwerd in het Gorecht en dus bij de prefectuur getrokken.
In 1338 zou het door de Ommelanden zijn verwoest samen met het kasteel Selwerd en mogelijk ook het Vrydemahuis. Vermoedelijk slaat de sloop van een vesting in 1357 op een andere versterking.
In 1381 was de grond in handen van het riddergeslacht Polman. Vermoedelijk werd later ten noorden van de plek van het steenhuis de boerderij Corting(s)heem gebouwd. Deze boerderij zou mogelijk zijn gebouwd na de aanleg van het Nieuwe Gat in 1321.

## De Hoogte
Rond 1920 zijn op de plek waar het kasteel gelegen heeft opgravingen gedaan, en is er de wijk De Hoogte bovenop gebouwd. 
Enkele straten in de wijk verwijzen naar het kasteel, onder andere de Cortinghlaan, de Borgwal en het Borgplein. 
Allersmaborg · Asingaborg (Middelstum) · Asingaborg (Ulrum) · Asingaborg (Warffum) · Aylbada · Breedenborg · Cortinghuis · Dijkumborg · Dijksterhuis · Ennemaborg · Ewsum · Fraeylemaborg · Piloersemaborg · Hanckemaborg · Iwema-steenhuis · Huis te Lellens · Menkemaborg · Menthedaborg ·Nienoord · Nittersum · Onstaborg · Scheltkema-Nijenstein · Kasteel Selwerd · Takuma · Verhildersum · Walkuma · Wedderborg